# Vata (keresztnév)
A Vata régi magyar személynév, valószínűleg török eredetű, de a jelentése bizonytalan. A csuvas nyelvben a vată öreg, öregember jelentésű.

## Gyakorisága
Az 1990-es években szórványos név, a 2000-es években nem szerepel a 100 leggyakoribb férfinév között.

## Névnapok
ajánlott névnap
- április 24.[2]
- december 20.[2]

## Híres Vaták
- Vata, törzsfő
- Vata, váradi püspök
- Vata - (kóny neve Baton, keresztény neve Sirák, szeretett hangzós nevei Vác, Vacs), a Kárpát-medencei venger (vangar) állam uralkodója a 9. században